# Healing
Healing é o quarto álbum de estúdio do cantor Stevie B, lançado em 15 de Agosto de 1992 pela Epic Records. Inclui os singles "Pump That Body" e "Prayer".

## Faixas
| N.º | Título                         | Duração |  |
| 1.  | "Pump That Body"               | 4:51    |  |
| 2.  | "You're the One I Think About" | 4:26    |  |
| 3.  | "I Wanna Love You Girl"        | 3:59    |  |
| 4.  | "Kiss the Tears Away"          | 4:02    |  |
| 5.  | "Maybe Someday"                | 5:43    |  |
| 6.  | "Force Inside of Me"           | 5:08    |  |
| 7.  | "Something to Think About"     | 4:38    |  |
| 8.  | "I'm Not Crazy"                | 5:44    |  |
| 9.  | "Prayer"                       | 5:47    |  |
| 10. | "Tender Love"                  | 4:06    |  |
| 11. | "A Place to Go"                | 4:47    |  |

## Posições nas paradas musicais
Singles - Billboard
| Ano  | Single           | Parada musical                     | Posição |
| ---- | ---------------- | ---------------------------------- | ------- |
| 1992 | "Pump That Body" | Hot Dance Music/Maxi-Singles Sales | 15      |